# フチバチニブ
フチバチニブ (英語: Futibatinib) は経口悪性腫瘍治療薬であり、線維芽細胞増殖因子受容体(FGFR)が有するチロシンキナーゼ活性を阻害することで作用する分子標的薬である。大鵬薬品工業により開発され、2022年9月にアメリカ食品医薬品局により、FGFR2融合遺伝子陽性の肝内胆管癌の2次治療以降に対して承認された。製品名はリトゴビ (Rytgobi)。日本では2023年6月に、FGFR2融合遺伝子陽性の治癒切除不能な胆道癌の2次治療以降に対して承認された。なお同年8月時点で保険薬価は未収載であったが、8月30日に1錠当たり10,252.50円で薬価収載された。

## 効能又は効果
がん化学療法後に増悪したFGFR2融合遺伝子陽性の治癒切除不能な胆道癌。

## 用法・用量
通常、成人にはフチバチニブとして1日1回20mg（4mg錠：5錠）を空腹時に経口投与する。なお、患者の状態により適宜減量する。

## 作用機序
フチバチニブは、線維芽細胞増殖因子受容体(FGFR) のチロシンキナーゼ活性を不可逆的に阻害する低分子化合物である。FGFR融合タンパク等のリン酸化を阻害し、下流のシグナル伝達分子のリン酸化を阻害することにより、腫瘍増殖抑制作用を示すと考えられている。

## 副作用
主な副作用として、網膜剥離、高リン血症が報告されており、後者に関連して、本剤投与中は定期的に血清リン濃度を測定することが推奨されている。他の副作用として、爪の異常、脱毛症、口内乾燥、下痢、口内炎、疲労、味覚異常、皮膚乾燥、手掌・足底発赤知覚不全症候群などがある。